# Elagabal
Marko Aurelije Antonin znan pod imenom Elagabal ili Heliogabal (lat. Elagabalus ili Heliogabalus) bio je rimski car (203. – 11. ožujka 222.)  .
Rođen kao Avit Varije Basijan, bio je podrijetlom Sirijac, sin Julije Simiamire i Seksta Varija Marcela iz dinastije Severa, te je već od najranijih dana služio orijentalnom bogu El-gabalu u svome rodnome gradu Emesi (današnji Homs u Siriji).

## Uspon na tron
Godine 217. ubijen je car Karakala i za novog cara postavljen je pretorijanski prefekt Opelije Makrin. No bogata Julija Meza, Karakalina tetka s majčine strane, uspješno je potplatila Treću Legiju koja ja za cara postavila njezinog najstarijeg unuka, Varija Basijana. Makrin je pobjeđen u bitci kod Antioha 8. lipnja 218. g., te je tako na prijestolje stigao Elagabal.
Elagabal je postao rimski car sa samo 14 godina, te još naviknut na svoj svećenički život u Emesi, nije znao u što se upušta. O samom gradu Rimu je znao malo. Legenda kaže da je, kad je stigao u grad, zatražio da mu se sakupi sva paučina iz grada. Car se kladio sa svojim društvom kako će mu skupiti 1000 libri paučine (libra iznosi nešto manje od pola kila). Nemalo se iznenadio kada su mu donijeli 10 000 libri paučine.

## Religijske kontroverze
Car je malo mario za rimske religijske običaje, bolje je reći da ih nije shvaćao a niti se trudio, jer je bio uvjeren u moć njegova boga El-gabala. Spisi bilježe njegovo nepojavljivanje na raznim religijskim festivalima, kako i njegovo prisiljavanje senatora da skupa s njim štuju samo jednog boga. Rimska je religija nastala na temelju ostalih, te su mistični kultovi poput Mitrina bili izrazito slavljeni, no ono što je smetalo vladajućim slojevima, a kasnije i onim potlačeni je Elagabalova netolerancija i nametljivost.  
Ono za što je razljutilo stanovnike Rima bila je provokacija koja je prelila čašu. Car Elagabal oženio je Vestalku, svećenicu rimskoga najsvetijeg kulta Veste koja je morala ostati nevina i čista do kraja pontifikata. Ako bi na ikoji način prekršila svoj zavjet bila bi u praksi živa pokopana. Ta se Vestalka zvala Akvileja Severa te mu je bila neka dalja rođakinja.

## Seksualni skandali
Po spisu Historia Augusta koja je inače vrlo upitne povijesni točnosti uživao u grupnom seksu poglavito favorizirajući muškarce s velikim penisima. Taj izvor također donosi izvješća poput onih da se Elagabal povlačio po javnim kućama odjeven u ženu, da se volio preoblačiti u Veneru te trčati po palači dok bi ga njegovi brojni ljubavnici lovili i penetrirali ga. Imao je i najmilijeg ljubavnika, vozača kočije iz Karije Hijerokla s kojim se pojavljivao u javnosti i kojeg je pokušao proglasiti nasljednikom. Navodno je naredio svojim liječnicima da mu načine rodnicu. Liječnici su se ustručavali znajući da to nije bilo moguće, pa ih je zauzvrat kastrirao. Na kraju se sam u tome okušao što je umalo završilo s kobnim posljedicama. Stoga je moguće da je bio prvom transrodnom osobom u dokumentiranoj povijesti.

## Doprinos carstvu
Elagabal se malo miješao u političke i administrativne sfere. Osim par pobuna koje je ugušio i nekoliko ubojstava koja je naredio, Elagabal je mijenjao državu u jednom području koje jednostavno nije smio taknuti, u religiju. Ipak činjenica da je na vlasti ostao, unatoč skandalima, čak 4 godine, može se pripisati njegovoj stvoriteljici, Juliji Mezi. Meza je pokušavala umanjiti njegove skandale, no imala je još jedan problem, Simiamiru. Elagabalova majka se ponašala također razvratno ne poštujući rimsku kulturu, te se pojavljujući na sjednicama senata odmah do cara činila najveće svetogrđe toj drevnoj instituciji.

## Pad istočnog cara
Kako bi ga održala na vlasti, Meza je Elagabalu predložila da posvoji svog rođaka Aleksandra, omiljenog među pretorijancima i vojskom, kako bi se vratio već ozbiljno narušen ugled a time i sigurnost. No to je samo pogoršalo stvari. Vidjevši kako se svi okreću Aleksandru, Elagabal je ljubomorno Aleksandra razriješio dužnosti konzula, maknuo mu naslov Caesara koji ga je označavao nasljednikom te je obavijestio pretorijance kako je Aleksandar osuđen na smrt, želeći vidjeti kako će oni reagirati na to. Pretorijancima je bilo svega dosta. Dana 11. ožujka pozvali su Elagabala i Aleksandra u svoj kamp. Počeli su klicati Aleksandru i proglasili su ga carem, a pritom su ignorirali Elagabala. Elagabal je doživio živčani slom prijeteći pretorijancima ako ga ovaj tren ne priznaju za cara. Garda je ubila Elagabala i njegovu majku na licu mjesta, odrezala im glave i vukla tijela ulicama grada da bi ih na kraju bacila u Tiber na opće oduševljenje puka. To se dogodilo 222. g. kada je Elagabal imao samo 18 godina.

## Elagabalove vizije
Ono što je on pokušavao stvoriti je totalitaran i apsolutni sustav s jednim čovjekom kao vladarom i kao bogom, baš kao na istoku. Korijeni mržnje konzervativnih Rimljana prema Elagabalu nalaze se u činjenici da je on podrijetlom bio s Bliskog istoka i pripadnik istočnjačkih kultova koji su Rimljanima bili odvratni, jer ih nisu razumjeli. 
Dovoljno je promotriti egipatske faraone i perzijske careve da bi se shvatila Elagabalovu filozofija. On je pokušao maknuti već odavno nepotrebno državno tijelo, senat. Htio je maknuti labilan privid republike i iznijeti na vidjelo, te doraditi apsolutni imperij u kojem vlada jedan čovjek direktno povezan s narodom, a ne preko senata. No padom senata pala bi elita Carstva, te bi to značilo propast za aristokratske slojeve. Severovci nikad nisu bili senatori, već vitezovi bez slavnih predaka. No Elagabal je pretjerao čak i za mnogo tolerantniji puk, a senat ga je odavno htio maknuti. Rim nije bio spreman za dominat, već će se to dogoditi šezdesetak godina kasnije dolaskom Dioklecijana kada će svi shvatiti da je doba senata i republike već odavno prošlo.
| Prethodnik Dijadumenijan (218.) | Rimski carevi | Nasljednik Aleksandar Sever (222. – 235.) |

## Vanjske poveznice

### Ostali projekti
|  | Zajednički poslužitelj ima stranicu o temi Heliogabal |